# Úrsula de Saxònia-Lauenburg
Úrsula de Saxònia-Lauenburg (en alemany Ursula von Sachsen-Lauenburg) va néixer a Lauenburg d'Elba (Alemanya) el 1545 i va morir a Scharnebeck el 12 d'octubre de 1620. Era una noble alemanya, filla del duc Francesc I (1510-1581) i de Sibil·la de Saxònia-Freiberg (1515-1592).

## Matrimoni i fills
El 30 de març de 1569 es va casar a Artlenburg amb el duc Enric III de Brunsvic-Lüneburg (1533-1598), fill d'Ernest I de Brunsvic-Lüneburg (1497-1546) i de Sofia de Mecklenburg-Schwerin (1508-1541). El matrimoni va tenir set fills:
- Juli Ernest (1571-1636), casat amb Maria d'Ostfriesland (1582-1616).
- Francesc (1572-1601).
- Anna Sofia (1573-1574).
- Enric (1574-1575).
- Sibil·la Elisabet (1576-1630), casada amb Antoni II de Delmenhorst (1550-1619).
- Sidònia (1577-1645).
- August (1579-1666), casat primer amb Clara de Pomerània (†1623), després amb Dorotea d'Anhalt-Zerbst (1607-1634), i finalment amb Elisabet Sofia de Mecklenburg (1613-1676).